# Nørrebros Runddel (métro de Copenhague)
Nørrebros Runddel est une station de la ligne 3 du métro de Copenhague située sur la commune de Copenhague.

## Situation
Nørrebros Runddel est desservie par la ligne 3 du métro de Copenhague. Cette station souterraine se trouve entre Nuuks Plads et Nørrebro.

## Histoire
La station Nørrebros Runddel a ouvert au public le 29 septembre 2019 à l'occasion de la mise en service de la ligne 3 du métro de Copenhague.

## À proximité
- Quartier de Nørrebro
- Assistens Kirkegård : cimetière